# Карантин (фільм, 1983)
Карантин — радянський художній фільм 1983 року, знятий Кіностудією ім. М. Горького.

## Сюжет
У дитячому садку, куди ходила п'ятирічна Маша, оголосили карантин. Всі дорослі зайняті роботою: і батьки, і бабуся з дідусем, і навіть прабабуся з прадідом. Тому Маші доведеться жити у родичів, друзів, колег і випадкових знайомих, дізнаючись багато нового про самих різних людей — постарілу касирку цирку, що живе серед домашніх тварин, молоду кравчиню, що сидить на дієті з води і пшеничних зерен, академіків, літераторів, студентів-двірників і багатьох інших.

## У ролях
- Айліка Кремер —  Маша
- Євгенія Симонова —  мама
- Юрій Дуванов —  тато
- Світлана Немоляєва —  бабуся
- Юрій Богатирьов —  дідусь
- Тетяна Пельтцер —  прабабуся
- Павло Кадочников —  прадід
- Олександр Пашутін —  колега бабусі
- Лідія Федосеєва-Шукшина —  касирка цирку
- Олена Соловей —  Фьокла
- Ніна Архипова —  тітка Поліна
- Любов Соколова —  тітка Катя
- Володимир Антоник —  Аспідов
- Євген Карельських — друг Аспідових
- Марія Скворцова —  нянечка
- Зінаїда Наришкіна —  «Шапокляк»
- Сергій Плотніков —  Лев Толстой зі сна Маші
- Іван Рижов —  Петрович
- Дмитро Полонський —  студент-двірник
- Марина Яковлєва —  мама хлопчика
- Антон Грибков —  друг Маші Діма

## Знімальна група
- Режисер: Ілля Фрез
- Сценарист: Галина Щербакова
- Оператор:  Андрій Кирилов
- Композитор:  Олексій Рибников
- Вірші: Юрій Ентін
- Художник:  Ольга Кравченя
- Диригент:  Юрій Серебряков